# Wizz Air Abu Dhabi
Wizz Air Abu Dhabi is een lagekostenluchtvaartmaatschappij uit de Verenigde Arabische Emiraten. De maatschappij heeft haar hub op de luchthaven van Abu Dhabi en vliegt binnen Azië en naar Afrika en Europa.

## Geschiedenis
Op 12 december 2019 werd bekend dat Wizz Air een nieuwe dochteronderneming zou starten in de Verenigde Arabische Emiraten om zo het netwerk te kunnen uitbreiden. Dit werd uiteindelijk een joint venture tussen het staatsbedrijf Abu Dhabi Developmental Holding Company en Wizz Air. Vanwege de coronapandemie en andere factoren liet de eerste vlucht nog even op zich wachten, deze volgde op 15 januari 2021 naar Athene.

## Vloot
De vloot van Wizz Air Abu Dhabi bestaat uit de volgende toestellen (oktober 2024):
| Type            | In dienst | Orders | Opmerkingen            |
| --------------- | --------- | ------ | ---------------------- |
| Airbus A321-200 | 8         | —      |                        |
| Airbus A321neo  | 4         | —      |                        |
| Airbus A321XLR  | —         | ntb    | Leveringen vanaf 2025. |
| Totaal          | 12        | nnb    |                        |

## Bestemmingen
Wizz Air Abu Dhabi vliegt naar de volgende bestemmingen (oktober 2024):
| Land                         | Stad        | Luchthaven                                          | Opmerkingen |
| ---------------------------- | ----------- | --------------------------------------------------- | ----------- |
| Albanië                      | Tirana      | Luchthaven Tirana                                   |             |
| Armenië                      | Jerevan     | Luchthaven Zvartnots                                |             |
| Azerbeidzjan                 | Bakoe       | Heydar Aliyev International Airport                 |             |
| Bulgarije                    | Sofia       | Luchthaven Sofia                                    |             |
| Cyprus                       | Larnaca     | Luchthaven Larnaca                                  |             |
| Egypte                       | Alexandrië  | Luchthaven Borg El Arab                             |             |
| Egypte                       | Gizeh       | Internationale luchthaven van Gizeh-Sfinx           |             |
| Egypte                       | Suhaj       | Internationale luchthaven Suhaj                     |             |
| Georgië                      | Koetaisi    | Luchthaven Koetaisi                                 |             |
| Griekenland                  | Athene      | Luchthaven Athene                                   |             |
| Irak                         | Erbil       | Internationale Luchthaven Erbil                     |             |
| Israël                       | Tel Aviv    | Luchthaven Ben-Gurion                               |             |
| Italië                       | Rome        | Aeroporto di Roma Fiumicino                         |             |
| Jordanië                     | Amman       | Queen Alia International Airport                    |             |
| Jordanië                     | Akaba       | King Hussein International Airport                  |             |
| Kazachstan                   | Almaty      | Luchthaven Almaty                                   |             |
| Kazachstan                   | Astana      | Internationale Luchthaven Noersoeltan Nazarbajev    |             |
| Kazachstan                   | Türkistan   | Internationale luchthaven Äziret Sūltan             |             |
| Kirgizië                     | Bishkek     | Internationale Luchthaven Manas                     |             |
| Malediven                    | Malé        | Malé International Airport                          |             |
| Moldavië                     | Chișinău    | Luchthaven Chișinău                                 |             |
| Oezbekistan                  | Samarkand   | Samarkand International Airport                     |             |
| Oezbekistan                  | Tasjkent    | Tashkent International Airport                      |             |
| Oman                         | Muscat      | Muscat International Airport                        |             |
| Roemenië                     | Cluj-Napoca | Internationale luchthaven van Cluj-Napoca           |             |
| Saoedi-Arabië                | Dammam      | King Fahd International Airport                     |             |
| Saoedi-Arabië                | Medina      | Prince Mohammad bin Abdulaziz International Airport |             |
| Servië                       | Belgrado    | Luchthaven Belgrado Nikola Tesla                    |             |
| Verenigde Arabische Emiraten | Abu Dhabi   | Abu Dhabi International Airport                     | hub         |